# Wsadowy system operacyjny
Wsadowy system operacyjny (ang. batch operating system) – komputerowy system operacyjny, który na stałe rezyduje w pamięci operacyjnej. System ten najczęściej po wykonaniu jednego zadania przekazuje dane wyjściowe kolejnemu zadaniu, gdzie te dane służą jako dane wejściowe.

## Cechy
- Można wykonywać tylko jedno zadanie (brak wielozadaniowości)
- Brak bezpośredniego nadzoru przez użytkownika
- Duża różnica między szybkością działania CPU a transferem danych do urządzeń we/wy

## Zasada działania
W trybie wsadowym zadania od poszczególnych użytkowników gromadzone są na nośniku jako wsad i wykonywane jedno po drugim w określonej kolejności. Funkcje systemu operacyjnego nadzorującego realizację zadań spełniał pierwotnie prosty program, zwany monitorem rezydującym, stale przebywający w pamięci operacyjnej i umożliwiający śledzenie przebiegu realizacji programu.